# Jens-Christian Moesgaard
Jens-Christian Moesgaard (* 1963) ist ein dänischer Numismatiker.

## Werdegang
Er studierte bis 1992 Geschichte an der Universität Kopenhagen. 1992 bis 1995 war beschäftigt in den Musées départementaux de la Seine-Maritime, Rouen, mit Zuständigkeit für die Münzsammlungen. 1996 folgte eine Tätigkeit für AFAN Grand Ouest in Petit-Quevilly, Frankreich, mit Bestimmung und Auswertung von Münzfunden. Nachdem er im Januar 1997 im Fitzwilliam Museum in Cambridge als 'Research Associate' für das Projekt 'Corpus of Early Medieval Coin Finds’agestellt worden war, wurde er im Mai 1997 vom Nationalmuseum in Kopenhagen als Wissenschaftler angestellt. 2001 wurde ihm eine Kustodenstelle mit Zuständigkeit für die mittelalterlichen Bestände der Königlichen Münzsammlung sowie die Aufgabe der Bearbeitung der Münzfunde übertragen. Im März 2015 war er Gastprofessor der École pratique des hautes études, Paris. September 2017 bis September 2018 hat Moesgaard die ‚Marie Skłodowska-Curie Research Fellowship‘ des ‘Le Studium, Loire Valley Institute for Advanced Studie’ in Orléans.

## Veröffentlichungen (Auswahl)
- Les trésors monétaires médiévaux découverts en Haute-Normandie (754–1514) (= Collection Moneta. 183). Moneta, Wetteren 2015, ISBN 978-94-91384-51-6.
- King Harold’s Cross Coinage. Christian Coins for the Merchants of Haithabu and the King’s Soldiers (= Publications of the National Museum. Studies in Archaeology & History. 20:2 = Jelling Series.). University Press of Southern Denmark, Odense 2015, ISBN 978-87-7602-323-2.